# Angela Spook

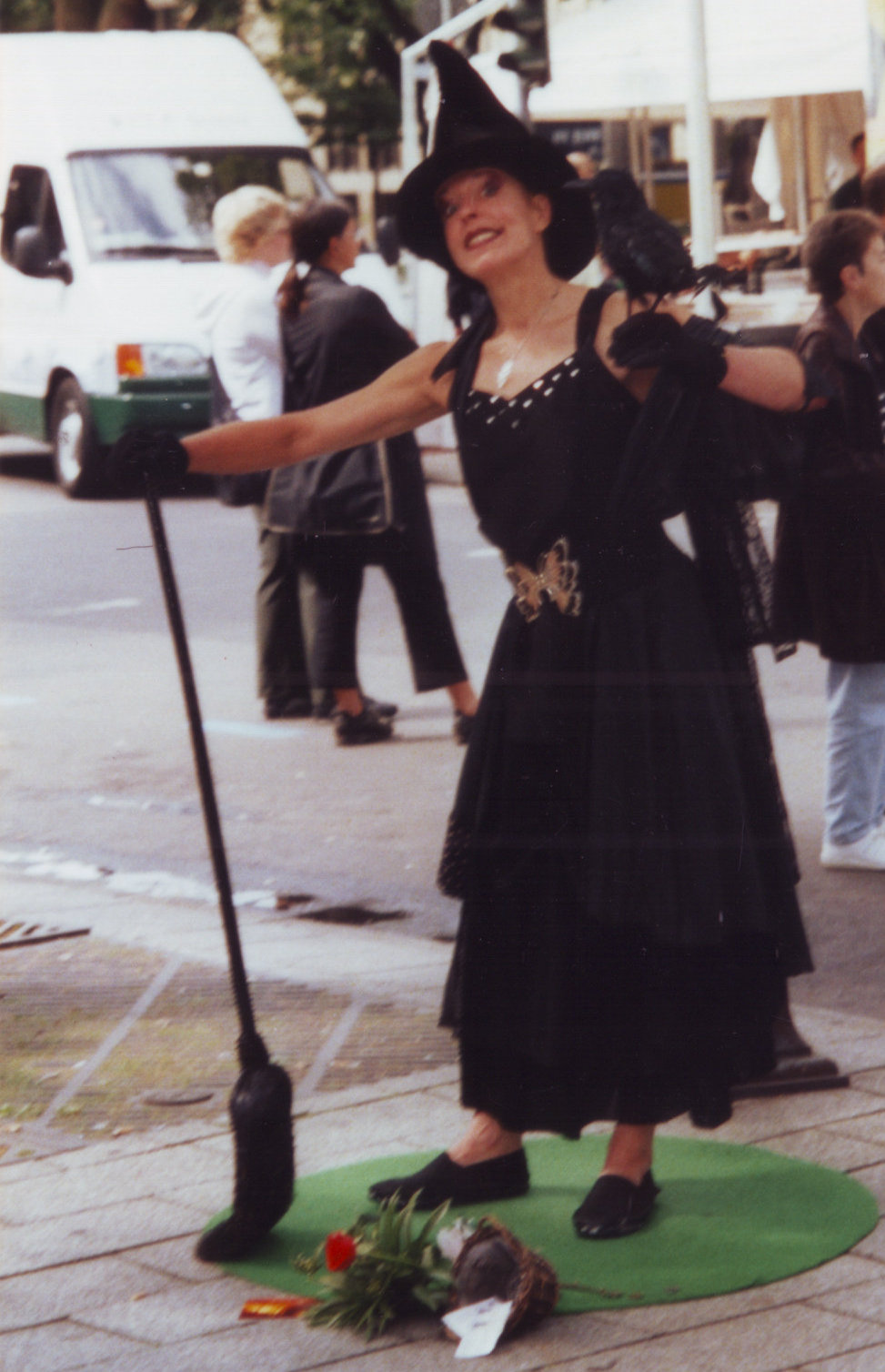
„Hexe“ Angela Spook in einer ihrer typischen Posen (ca. 2001)

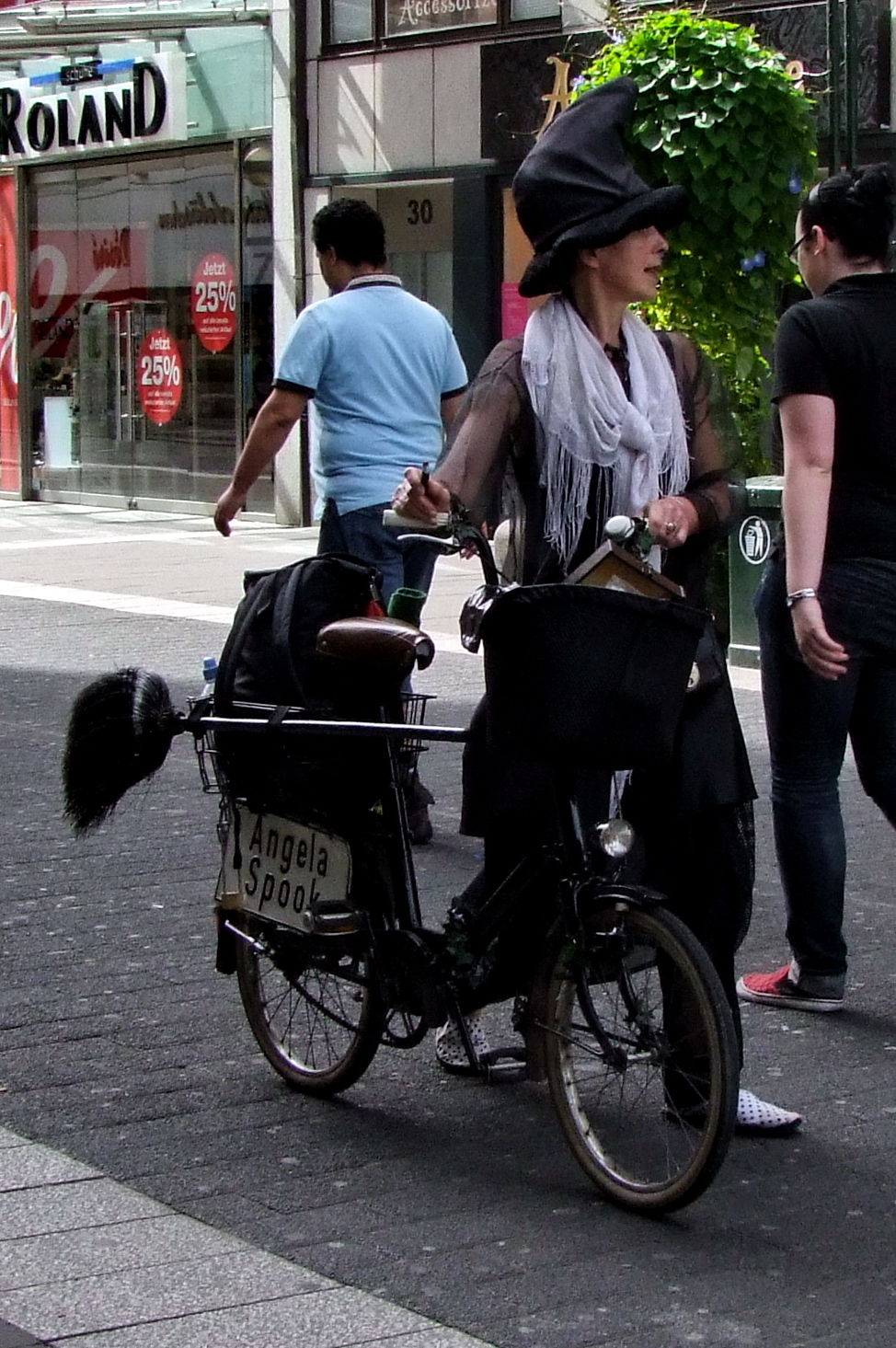
Die Hexe mit ihrem Fahrrad auf dem Heimweg (2008)

Angela Spook, eigentlich Angelika Tampier (* 14. März 1954 in Enkhausen; † 20. Juli 2020), wurde durch ihre während 25 Jahren öffentliche Zurschaustellung auf der Düsseldorfer Königsallee, als lebendes Bild im Hexenkostüm, populär als die „Hexe von der Kö“.

## Die Kö-Hexe
Mit dem Vorplatz des Kö-Centers hatte sich Angela Spook seit 1995 für ihren Auftritt als Hexe einen Ort ausgewählt, an dem sie wohl von den allermeisten Düsseldorf-Besuchern gesehen wurde. Bei jedem Wetter stand sie dort an derselben Stelle, manchmal stundenlang, mit ihrem pechschwarzen langen Gewand mit Hexenmütze, Besen und einem Raben aus Stoff „und ließ sich durch nichts aus der Ruhe bringen. Ein mystisches Wesen, an dem jeder Passant kurz innehielt, lächelnd, angenehm irritiert, manchmal auch kopfschüttelnd, worüber sich Frau Spook am meisten freute. In solchen Fällen rollte sie charmant mit den kajalgerahmten Augen.“ Markenzeichen war auch ihr, zum Schluss dreirädriges Fahrrad, mit dem sie von Flingern zur Königsallee kam. Zwei Schilder neben dem Hinterrad verkündeten „Angela Spook“.
Als Straßenkomödiantin trat sie zuerst als Clown auf, der dreiminütige Texte vortrug. „In unserer schnelllebigen Zeit ein viel zu langer Vortrag“, erzählte Angela Spook, „die Menschen bleiben eine Minute stehen, dann ist ihre Aufmerksamkeit schon wieder auf Anderes gerichtet.“ Ihr Vater hatte ihr 1994 einen langen, schwarzen Mantel geschenkt. In einem Hutladen in der Straße Am Wehrhahn entdeckte sie den spitzen Hut und fand einen Besen – „und deutete dies als Zeichen. »Meine Idee, als Clown aufzutreten, legte ich schnell ad acta«“. Sie wurde für Auftritte in anderen Städten engagiert, auf Kindergeburtstagen und in Kindergärten ist sie aufgetreten. Das Geld, das sie mit ihren Auftritten verdiente, reichte für ihren bescheidenen Lebensunterhalt. Manchmal bot sie selbstgemalte Ölbildchen an. Für ihre unaufdringliche Darstellung erhielt sie kleine Spenden. Sie wurde als im Grunde schüchtern geschildert, als „eine Expertin für wahrhaftiges Understatement“. Sie selbst beschrieb ihre Darstellung als „Hexe im lieben Sinn“ oder als „Living Doll“.
Im Jahr 2015 veröffentlichte sie im Selbstverlag unter ihrem Pseudonym Angela Spook das Bilderbuch für Kinder „Biggibuggi im Frühlingswald“. Eine benachbarte Geschäftsfrau erinnerte sich: „Sie war so stolz“. Im Jahr 2020 wurde es als 2. Auflage, jedoch gedruckt auf Bestellung, angeboten („Books on Demand“). Biggibuggi, die sich in einen Käfer verwandeln kann, konnten die Leser als „Wendepuppe“ aus Stoff bei ihr per Post für € 39,- auf der Ackerstraße bestellen, ohne Telefonangabe oder E-Mail-Adresse. 2018 trat sie in einer Fernsehausstrahlung auf, in der sie als „freischaffende Künstlerin in ihrem bescheidenen Atelier am Rande der Armutsgrenze“ einer bereits in ein reiches Elternhaus hineingeboren und seit jeher im Wohlstand lebenden Dame gegenübergestellt wurde, welche die Königsallee als Shopping-Paradies erlebt.
Eine Düsseldorferin startete wenige Tage nach dem Tod von Angela Spook eine Petition, damit diese eine Statue an ihrem Stammplatz am Kö-Center erhält.

## Angelika Tampier

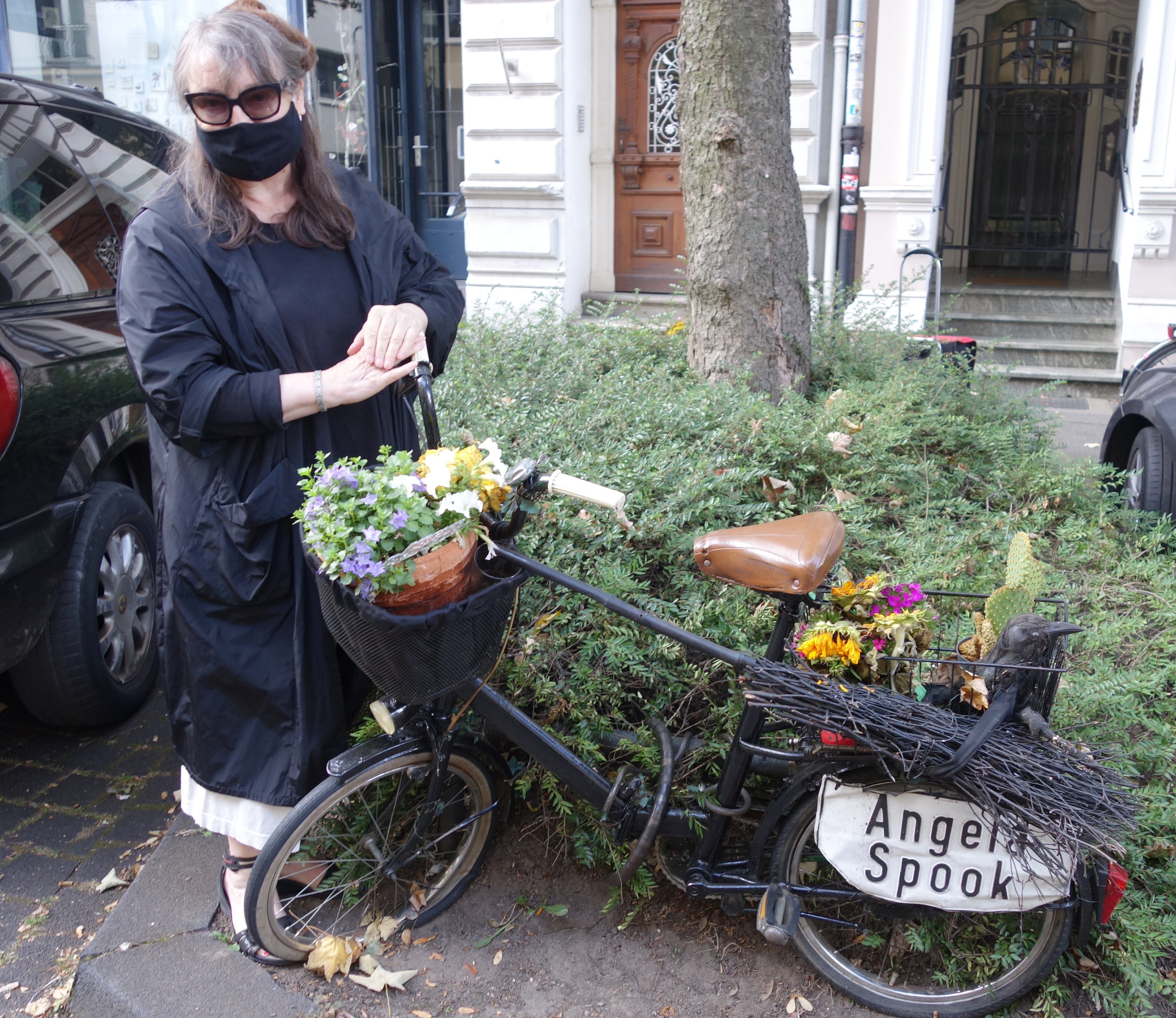
Eine Schwester von Angela neben dem zur Erinnerung im August 2020 in der Ackerstraße aufgestellten Fahrrad

Angelika Tampier sagte über sich: „Nach dem Abi wollte ich Kunst studieren, hab die Prüfung nicht geschafft. Dann hatte ich erst eine Kneipe, hab mich als Kurierfahrerin durchgeschlagen und schließlich bei Prange geputzt“.
Sie war eine gebürtige Sauerländerin. Aufgewachsen in Stemel, machte sie 1976 am Europa-Gymnasium Warstein ihr Abitur. Eigentlich war sie wegen der Kunstakademie nach Düsseldorf gekommen, an die sie es dann nicht geschafft hatte. Jedoch hat sie verschiedene Kurse bei Meisterschülerinnen der Düsseldorfer Kunstakademie belegt. Seit Dezember 2007 gehörte sie zur neu gegründeten Künstlergruppe FlinArt, einer Gruppe von 15 Künstlern, die ihre Werke in einer Sommer- und Winterausstellung präsentierten.
Im Jahr 1999 hatte sie sich der Zen-Meditation zugewandt und eine minimalistische Lebensweise gewählt. Sie lebte überaus bescheiden in einer ehemaligen Schreinerei im Düsseldorfer Stadtbezirk Flingern, in einem Hinterhof der Ackerstraße 191, ohne Heizung und die erste Zeit noch ohne eigenes Bad und Toilette. Sie hatte es sich jedoch gemütlich eingerichtet. Zu ihrem Tagesablauf gehörten das Aufstehen um drei Uhr früh, vier bis fünf Stunden Meditation, zwei Stunden Lesen und eine kalte Dusche.
Während der Düsseldorfer Aktion Kunstpunkte – offene Ateliers konnten sich eingeladene Gäste davon überzeugen, bei „Laternenlicht im Hof, Blumen in hübschen Töpfen, Plätzchen nach eigenem Rezept und Kunsthandwerkliches, das seinen Ursprung in Alltagsgegenständen hatte – der Besucher stand vielleicht nicht im progressivsten Atelier der Stadt, ganz sicher aber wurde er nirgends herzlicher empfangen.“ Es hingen hier ausgestopfte Vögel und an den Wänden stapelten sich antiquarische Bücher, auch zum Thema Hexerei. Sie kümmerte sich um die Baumscheiben und bastelte Aschenbecher, die sie entlang der Ackerstraße aufstellte.
Sie starb unauffällig am 20. Juli 2020. Im Todesjahr hatte sie wohl ihren gewohnten Platz nicht mehr eingenommen, war zuletzt offenbar auch nicht mehr in ihrer Flingener Wohnung. Man hatte ihr zuvor angesehen, dass sie krank war, die Haare gingen ihr aus. Die Urnenbeisetzung fand im Familienkreis im Baumgrab auf dem Friedhof in Sundern-Enkhausen statt.

## Retrospektive

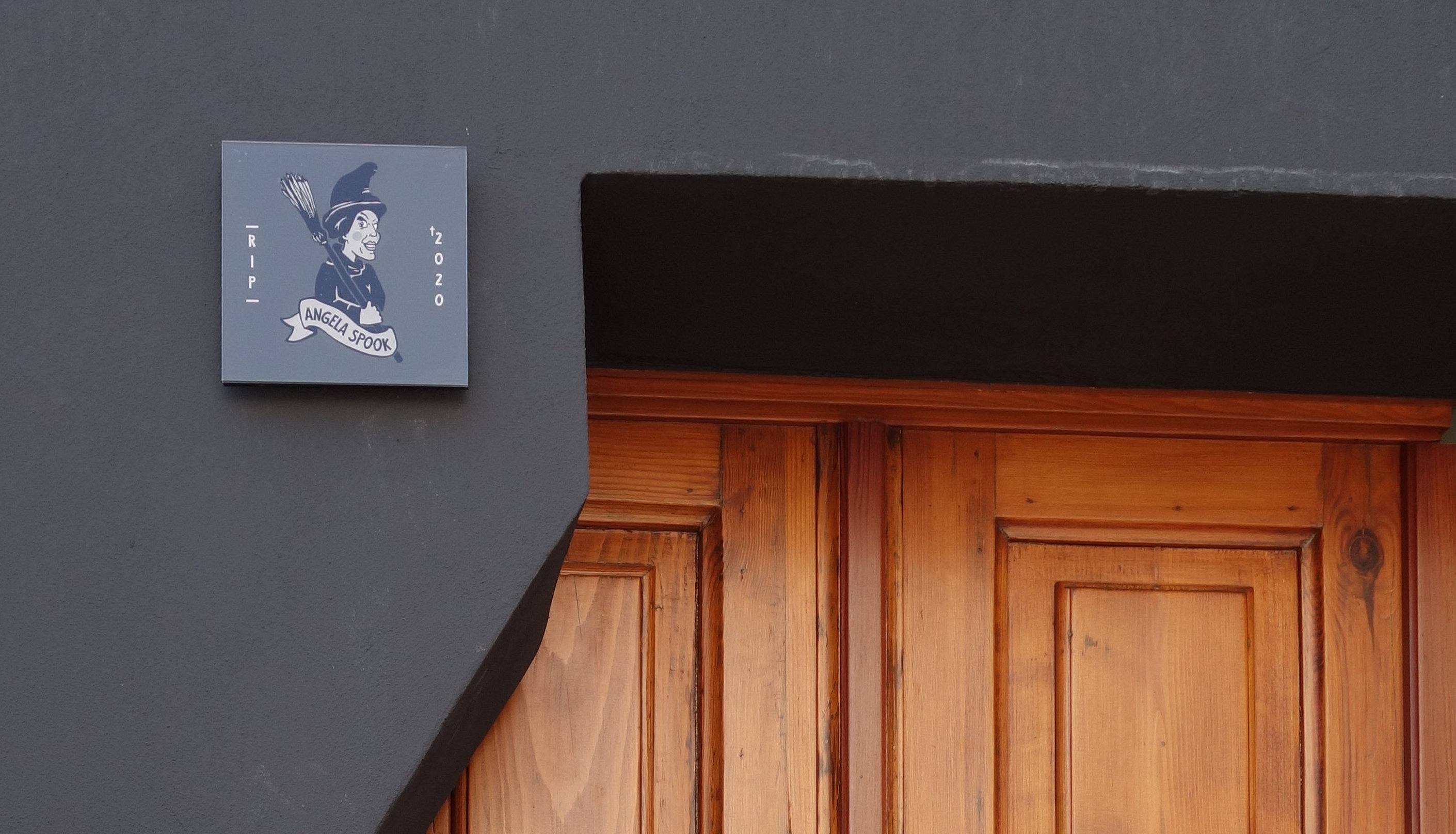
„RIP † 2020 ANGELA SPOOK“
(Patrick van den Heuvel)

Am 20. Juli 2021, dem Todestag von Angelika Tampier alias Angela Spook, erschien eine ausführliche Erinnerung an Angela Spook, als der Hexe von Flingern, in der Düsseldorfer Ausgabe der Rheinischen Post. Es wird erwähnt, dass das Fahrrad noch immer unangetastet und geschmückt vor ihrer ehemaligen Wohnadresse auf der Ackerstraße 191 steht. Die Bemühungen um ein Denkmal und/oder eine Gedenkplatte waren ebenfalls noch nicht aufgegeben worden und werden vom Bezirksbürgermeister unterstützt. Eine kleine Gedenktafel mit ihrem Porträt als Hexe hängt inzwischen neben ihrem ehemaligen Wohnungseingang, ein Entwurf von Patrick van den Heuvel von der Firma „.druckbar“, dem früheren Nachbarn, der jetzt zusätzlich Angelika Tampiers Räume übernommen hat. Auch wurde die Benennung einer Straße nach ihr vorgeschlagen.
Im Sperrmüll, am Straßenrand der Ackerstraße, fand sich ein unvollendetes Porträt eines älteren Mannes. Es wurde, vielleicht wenig wahrscheinlich, Angelika Tamper zugeschrieben. Es war als Teil einer Ausstellung im Café Kausal auf der Flurstraße, Thema Fundstücke, zu sehen. Das „ominöse Porträt“ wurde Teil einer Malaktion, die das ganze Jahr 2024 dauerte. Jeder Besucher der Aktion durfte Kopien des Bildes nach eigenen Vorstellungen vervollständigen. Einige Kopien wurden an bekannte Künstler des Stadtteils zum Ergänzen gegeben. Die Ergebnisse sollen bis etwas März 2025 unter dem Titel „Wer bist du?“ im Café Kausal gezeigt werden.
Im Jahr 2025 berichtete die Rheinische Post, dass sich auf Betreiben eines Bürgers der Anregungs- und Beschwerdeausschuss der Stadt Düsseldorf mit dem Thema befasst hatte, eine Straße oder einen Platz nach Angela Spook zu benennen. Auch wurde daran erinnert, dass bisher erfolglos angeregt worden war, an der Stelle ihres Wirkens eine Statue zu errichten oder eine Plakette anzubringen. Ihr Fahrrad auf der Ackerstraße war inzwischen verschwunden.